# ژان-پیر دستوئلی
ژان-پیر دستوئلی (به فرانسوی: Jean-Pierre Desthuilliers) شاعر،نویسنده و منتقد ادبی قرن بیستم میلادی اهل فرانسه است.